# Entschließungsantrag A7-0306/2013
Der Entschließungsantrag A7-0306/2013 ist ein Entwurf einer Entschließung des Europäischen Parlaments zur „sexuellen und reproduktiven Gesundheit“. 

## Bericht
Der Bericht sollte aufgrund der Osterweiterung der EU den Bericht zur „sexuellen und reproduktiven Gesundheit und Rechte“ von 2002 erneuern. Insbesondere in den neuen östlichen Mitgliedsstaaten der EU korreliere eine mangelhafte Sexualaufklärung mit einer großen Zahl an Schwangerschaften und Schwangerschaftsabbrüchen bei Jugendlichen. Berichterstatterin des zuständigen Ausschusses war die Portugiesin Edite Estrela. Unterstützung erfuhr das Anliegen auch durch den Humanistischen Verbandes Deutschlands. 
Der neue Bericht zur „sexuellen und reproduktiven Gesundheit und Rechte“ enthielt folgende umstrittene Punkte:
- Die Formulierung eines Grundrechts auf reproduktive Gesundheit. In den meisten europäischen Ländern sind Schwangerschaftsabbrüche unter bestimmten Bedingungen legal. Die Anzahl von Abtreibungen variiert je nach Land in Europa zwischen 7 und 35 Abtreibungen pro 1000 Frauen im Alter zwischen 15 und 44 Jahren. In Irland, Malta und Polen sind Abtreibungen hingegen verboten.
- Die Forderung, „innerhalb eines gemeinsamen Rahmens für Jungen und Mädchen für einen obligatorischen, altersangemessenen und geschlechtsspezifischen Unterricht über Sexualität und emotionale Beziehungen für alle Kinder und Jugendlichen zu sorgen“
- Die Betonung, „dass die Sexualerziehung nicht diskriminierende Informationen beinhalten muss und eine positive Sichtweise von Lesben, Schwulen, Bisexuellen, Intersexuellen und Transgender-Personen vermitteln muss“, damit die Rechte dieser Personengruppen in wirksamer Weise gestärkt und geschützt werden

## Kritik
Die Abgeordnete Anna Záborská führte in ihrer Kritik am Entschließungsantrag an, die Kinderrechtskonvention schütze Kinder sowohl vor als auch nach der Geburt. Der EuGH bekräftige in einer Entscheidung (C-34/10), dass jede menschliche Eizelle vom Stadium ihrer Befruchtung an ein menschlicher Embryo sei, der geschützt werden müsse.
Unter dem Slogan „Estrela No!“ riefen Kritiker des Antrags zu öffentlichem Protest auf.
Religiös motivierten Gegnern des Antrags, so zum Beispiel das Institut für medizinische Anthropologie und Bioethik, galt dieser als schnelle Gegenmaßnahme zur Europäischen Bürgerinitiative Einer von uns (One of us).

## Behandlung im Parlament
Der Entwurf des Berichts wurde am 17. Oktober 2013 von EU-Parlamentspräsident Martin Schulz und den Fraktionsführern erörtert. Er wurde am 22. Oktober 2013 an den Frauen- und Gleichstellungs-Ausschuss der EU zurück überwiesen (351 zu 319 Stimmen bei 18 Enthaltungen).
Am 10. Dezember 2013 wurde der Entschließungsantrag im Europäischen Parlament erneut behandelt. Das Parlament lehnte den Bericht ab und beschloss, dass „die Formulierung und Implementierung der Gesetzgebung zur sexuellen und reproduktiven Gesundheit und den damit verbundenen Rechten sowie zur Sexualerziehung in Schulen eine Aufgabe der Mitgliedstaaten ist.“ Die Entschließung wurde mit 334 Stimmen bei 327 Gegenstimmen und 35 Enthaltungen angenommen.
Am 16. Januar 2014 versuchte Edite Estrela erneut, den Bericht durch die Kommission bestätigt zu bekommen. Auch diesmal wurde er zurückgewiesen. Die EU-Organe, so entschied die EU-Kommission, haben kein Recht, sich in Fragen von Abtreibungspolitik und Sexualerziehung einzumischen und respektieren die jeweilige Rechtslage der Nationalstaaten. Im Punkt der Abtreibung gelte laut Parlament das Subsidiaritätsprinzip.